# Tributized: Tribute to Def Leppard
Tributized è il titolo del primo album tributo dedicato alla band inglese Def Leppard registrato alla fine del 1999 e pubblicato nel 2000 dalla casa discografica Dwell Records. È composto esclusivamente da cover suonate da gruppi emergenti inglesi.

## Tracce
1. Let It Go - Wraith
2. Too Late For Love - Crease
3. Rock Of Ages - Hear Here
4. Photograph - Project X
5. Foolin'  - Eric Knight Band
6. High N' Dry - Baby Jones
7. Bringing On The Heartbreak - Elephant Orange
8. It Could Be You - Drop
9. Wasted - Premonition
10. Woman - Vent
11. Pour Some Sugar On Me - Cleaner